# دنیای پیش رو
```
Lader
Margarethe Baillou
```

| screenplay = Ron Hansen
Jim Shepard
| based_on = The World to Come
اثر Jim Shepard
| starring = 
- ونسا کربی
- کاترین واترستون
- کریستوفر ابوت
- کیسی افلک

| موسیقی= Daniel Blumberg
| cinematography = Andre Chemetoff
| editing = Dávid Jancsó
| studio = 
- Killer Films
- Sea Change Media
- M.Y.R.A. Entertainment
- Yellow Bear Entertainment
- Hype Film
- Ingenious Media

| distributor =
| released = 
- ۶ سپتامبر ۲۰۲۰ (جشنواره فیلم ونیز)

| runtime = ۹۸ دقیقه
| country = آمریکا
| language = انگلیس
| budget =
| gross =
}}
دنیای پیش رو (انگلیسی: The World to Come) یک فیلم درام به کارگردانی مونا فستولد است. این فیلم برای اولین بار در بخش اصلی هفتاد و هفتمین دوره جشنواره بین‌المللی فیلم ونیز به نمایش درآمد.